# Просвита на Полесье
Украинское общество «Просвита на Полесье (1923 — 1939, укр. Українське товариство «Просвіта» на Поліссі) — украинская культурно-просветительская организация Полесского воеводства. Верховный орган — Общее собрание организации. Зарегистрирована решением Полесского воеводского управления № 161. Имела тесные контакты с львовской Просвитой и обществом Родная школа. Причиной основания отдельной просветительской организации были преграды в распространении украинских организаций Галиции на Волыни и Полесье.

## Организационная структура
Возникла на базе городских Просвита Бреста и Кобрина. В момент наибольшего расцвета имела 127 классов и 1754 члена в Берестейском, Кобринском, Пружанском, Дорогичинском, Пинском, Столинском уездах Полесского воеводства.

## Просветительская деятельность
Участник акций школьного плебисцита. Организатор просветительских курсов. Владелец украинской частной 7-классовой начальной школы имени Олексы Стороженко в Бресте. Способствовало популяризации национального театра, росту сети украинских библиотек.
13 января 1924 года на Старый Новый год в доме Брестской Просвиты состоялась елка для детей. Участвовали 50 украинских детей, 20 из которых декламировали стихи, пели колядки и песни и танцевали. Совет общества позаботился о подарках и каждый ребенок получил сумку сладостей и книги, которые лично передал посол сейма Василий Дмитриюк.
19 января 1924 года на Крещение в городском театре, стараниями Просвиты был устроен вечер включавший спектакль "В Рождественскую ночь" и украинские песни и танцы.
20 января 1924 года в помещении Брестской Просвиты был представлен молодым сотрудником культурно-образовательной секции А. Крыжановским реферат на тему: Гетман Богдан Хмельницкий, всесторонне охарактеризовавший время Хмельнитчины (укр. Гетьман Богдан Хмельницький, який всебічно охарактеризував добу Хмельниччини).

## Ликвидация
Причиной увеличения репрессий против Просвиты на Полесье было убийство министра внутренних дел Бронислава Перацкого. В 1934 году председатель организации Павел Артемюк помещен в лагерь в Березе. В 1934 году ликвидирована школа им. Олексы Стороженко. Снята с регистрации решение полесского воеводы Костека-Бернацкого. Формально организация была до момента полной ликвидации в феврале 1939 года.

## Председатели
- Василий Дмитриюк
- Владимир Криницкий
- Павел Артемюк

## Последствия
Память о деятельности «Просвиты в Полесье» способствовала возрождению просветительского движения в Кобрине и Малорите в 90-е годы XX века. Наследником считало себя общество Просвита Берестейщины.

## См. раздел также
- Всеукраинское общество «Просвита» имени Тараса Шевченко